# 科赫姆-采尔县
科赫姆-采尔县（Landkreis Cochem-Zell）是德国莱茵兰-普法尔茨州的一个县，首府科赫姆。

## 地理
科赫姆-采尔县北面与迈恩-科布伦茨县，东面与莱茵-洪斯吕克县，南面与贝恩卡斯特尔-维特利希县，西面与比特堡-普吕姆艾费尔山县相邻。